# YOUTHFUL
『YOUTHFUL』（ユースフル）は、SILENT SIRENの3枚目のミニアルバム。2024年3月31日にYOUTHFUL TUNEから発売された。

## 解説
活動再開後初のアルバム作品で、前作『SILENT』『SIREN』から約3年ぶり、オリジナルアルバムとしては『mix10th』から約4年ぶり、ミニアルバムとしてのリリースは『ラブシル』以来約12年ぶりのリリースとなる。
本作から、前作以前まで作品をリリースしていたEMI Recordsを離れ、新たに立ち上げた自主レーベルYOUTHFUL TUNEからのリリースとなった。
2024年1月31日には、本作の収録曲「Sus4」がデジタルシングルとして先行リリースされた。

## 収録曲
※全作詞：すぅ、全編曲：クボナオキ
| #         | タイトル         | 作詞      | 作曲       | 時間 |
| --------- | ---------------- | --------- | ---------- | ---- |
| 1.        | 「オンリーワン」 | すぅ      | クボナオキ | 3:07 |
| 2.        | 「Sus4」         | すぅ      | クボナオキ | 4:02 |
| 3.        | 「衝動」         | すぅ      | クボナオキ | 3:17 |
| 4.        | 「最愛の君へ」   | すぅ      | クボナオキ | 3:28 |
| 5.        | 「揺揺」         | すぅ      | すぅ       | 3:49 |
| 合計時間: | 合計時間:        | 合計時間: | 17:43      |      |